# Заслужений автор фантастики (премія)
«Заслужений автор фантастики» («Еме́ритус»; англ. Author Emeritus Award) — премія, яку Асоціація американських авторів наукової фантастики та фентезі (SFWA) вручає незаслужено забутим авторам фантастичних творів. Заснована 1994 року «як спосіб розпізнати і оцінити старших письменників в жанрах наукової фантастики та фентезі», які зробили значний внесок до жанру фантастики, проте більше не є активними у творчій діяльності" , або чий відмінний літературний доробок не може на загально поширену думку бути визнаним таким, що заслуговує на Меморіальну премію «Гросмейстер фантастики» імені Деймона Найта. Лауреата премії запрошують виступити на щорічному бенкеті «Неб’юла».
Першу премію було вручено 1995 року Емілю Петайї. Згодом премію стали сприймати як утішний приз, для тих авторів, яким не планувалося вручати премію премію «Гросмейстер фантастики». Через це саме вручення премії стало предметом суперечок, тому в період з 2011 по 2014 рік журі не дійшло згоди щодо вручення премії.

## Лауреати[3]
- 1995 — Еміль Петайя (Emil Petaja) (1915—2000)[4]
- 1995 — Вілсон Такер (Wilson Tucker) (1914—2006)[5]
- 1997 — Джудіт Мерріл (Judith Merril)[6] (1923—1997)
- 1998 — Нельсон С. Бонд (Nelson S. Bond) (1908—2006)[7]
- 1999 — Вільям Тенн (William Tenn) (1920—2010)[8]
- 2000 — Деніел Кіз (Daniel Keyes)[9] (1927—2014)
- 2001 — Роберт Шеклі (Robert Sheckley) (1928—2005)[10]
- 2002 — не присуджували
- 2003 — Кетрін Маклін (Katherine MacLean)[11] (1925—2019)
- 2004 — Чарльз Л. Харнесс (Charles L. Harness)[12] (1915—2005) — не прийняв бенкетне запрошення через неможливість подорожувати і був відзначений SFWA як «Відмінний автор»
- 2005 — не присуджували
- 2006 — Вільям Ф. Нолан (William F. Nolan)[13] (1928— 2021))
- 2007 — Дейвід Г. Комптон (D. G. Compton)[14] (1930—)
- 2008 — Ардас Мейгар (Ardath Mayhar)[15] (1930—2012)
- 2009 — М. Дж. Енг (M. J. Engh)[16][17] (1933—)
- 2010 — Ніл Баррет-молодший (Neal Barrett, Jr)[18][19] (1929—2014)
- 2011 — не присуджували
- 2012 — не присуджували
- 2013 — не присуджували
- 2014/2015 — Френк М. Робінсон (Frank M. Robinson) (1926—2014) (як «Спеціальний лауреат») — презентація призначена для церемонії вручення «Неб’юла» 2014 року, яка через організаційну помилку не відбулася; вона повинна бути представлена в 2015 році і може бути зарахована до нагород цього року[2].